# Västmanlands runinskrifter 18
Västmanlands runinskrifter 18, Vs 18, är en vikingatida runsten av granit som varit rest i Berga, Skultuna socken och Västerås kommun. Stenen står vid Skultuna bruk. Runstenen är 1,5 meter hög och 1 meter bred. Runhöjden är 7-9 centimeter. Stenen är en så kallad englandssten, då den omnämner England, dit "Gerfast" rest. Sannolikt dog även Gerfast där. Fem meter sydöst om Vs 18 står Vs 19. "Gunnald" har låtit resa bägge dessa stenar.

## Inskriften
Translitterering av runraden:
(k)hunaltr · liet resa · sthin · þinsa · iftir · kerfast · sun sen · trek| |kuþan · auk · uas farin · til eklans · hiolbi · kuþ · salu · hans
Normalisering till runsvenska:
Gunnaldr let ræisa stæin þennsa æftiʀ Gæiʀfast, sun sinn, dræng goðan, ok vas farinn til Ænglands. Hialpi Guð salu hans.
Översättning till nusvenska:
Gunnald lät resa denna sten efter Gerfast, sin son, en god ung man, och han hade farit till England. Hjälpe Gud hans själ.